# Parapercis albipinna
Parapercis albipinna är en fiskart som beskrevs av Randall 2008. Parapercis albipinna ingår i släktet Parapercis och familjen Pinguipedidae. Inga underarter finns listade i Catalogue of Life.